# Kumaralingam
Kumaralingam är en ort i Indien.   Den ligger i delstaten Tamil Nadu, i den södra delen av landet, 2 000 km söder om huvudstaden New Delhi. Kumaralingam ligger 322 meter över havet och antalet invånare är 12 093.
Terrängen runt Kumaralingam är platt åt nordost, men åt sydväst är den kuperad. Runt Kumaralingam är det tätbefolkat, med 369 invånare per kvadratkilometer. Närmaste större samhälle är Udumalaippettai, 15,8 km nordväst om Kumaralingam. Trakten runt Kumaralingam består till största delen av jordbruksmark.